# Bernie Wrightson
Bernie Wrightson   (Baltimore, 27 d'octubre de 1948 - Austin, 18 de març de 2017) era un dibuixant de còmics estatunidenc especialitzat en el gènere de terror, i cocreador junt amb Len Wein del personatge Swamp Thing.

## Biografia
Si bé el 1968 va tenir el seu primer reconeixement com a nou talent en una convenció de ciència-ficció, la seva carrera professional va començar dos anys després, vinculat a DC Comics des de finals dels anys 60 amb la revista House of Mystery. El 1971 apareix Swamp Thing (La Cosa del Pantà), amb textos de Len Wein en el número 92 de la revista House of Secrets, passant a tenir la seva pròpia sèrie a l'any següent. Wrightson deixa de dibuixar al personatge en el número 10.
Va deixar DC per entrar en Warren, va adaptar el còmic clàssics de la literatura de terror, com ara Aire fresc, de H.P. Lovecraft i el gat negre, d'Edgar Allan Poe. També adaptaria Creepshow, de Stephen King.
Va treballar també per a Marvel, on va donar la seva visió de personatges Conan, Doctor Strange, Hulk i Gargoyle.
Del seu treball posterior se'n destaca la il·lustració d'històries de terror per a l'editorial Warren, incloent treballs de Stephen King. Ha il·lustrat també episodis de Batman (The Cult) i The Punisher, entre d'altres.
També va col·laborar en el món del cinema, aportant: La casa del pantà (1982), Caçafantasmes (1984) i el primer Spiderman (2002). La seva relació amb el cinema inclou no solament el disseny de personatges en Els caçafantasmes o Spiderman, sinó també l'actuació a When Zombies Attack!! (2001).
Operat d'un càncer de cervell mesos abans, Wrightson morí el 18 de març de 2017.